# Philippe de Lévis
Philippe de Lévis (?, 1435 - Roma, 11 de noviembre de 1475) fue un eclesiástico francés, arzobispo de Auch y de Arlés y cardenal.

## Biografía
Hijo de Eustache de Levis, barón de Quelus, y de Adelaïde de Cusan, hija a su vez de Guy Cusan, que fue gran maestre de Carlos IV, era protonotario apostólico cuando en 1454  fue elegido arzobispo de Auch en sustitución de su tío Philippe; ocho años después fue nombrado arzobispo de Arlés tras la renuncia de Pierre de Foix, y en el consistorio de 1473 Sixto IV le creó cardenal con título de San Marcelino y San Pedro
Fallecido dos años después en Roma a los 40 de edad, fue sepultado en la Basílica de Santa María la Mayor de esta misma ciudad. Su hermano Eustache le sucedió en la sede arzobispal. 